# Grantville (Tranvía de San Diego)
Grantville es una estación del Tranvía de San Diego localizada en Grantivlle, barrio de San Diego, California. Funciona con la línea Verde. La estación de la que procede a esta estación es Mission San Diego, y la estación siguiente es SDSU Transit Center. 

## Zona
La estación se encuentra localizada en un viaducto cerca de la Alvarado Canyon Road.

## Conexiones
La estación no cuenta con conexiones directas de rutas; sin embargo, las rutas cercanas son la ruta 14 y 18. 